# 689

## Narození
- Meng Chao-žan – čínský básník

## Úmrtí
- Cædwalla – král Wessexu

## Hlavy států
- Papež – Sergius I. (687–701)
- Byzantská říše – Justinián II.
- Franská říše – Theuderich III. (675–691)
  - Austrasie – Pipin II. (majordomus) (679–714)
- Anglie
  - Wessex – Ine
  - Essex – Sebbi
- Bulharsko
  - První bulharská říše – Asparuch
  - Volžsko-Bulharský chán – Kotrag (660–700/710)